# Brixentalstraße
Die Brixentalstraße (B 170) ist eine Landesstraße im Tiroler Unterland in Österreich. 

## Verlauf

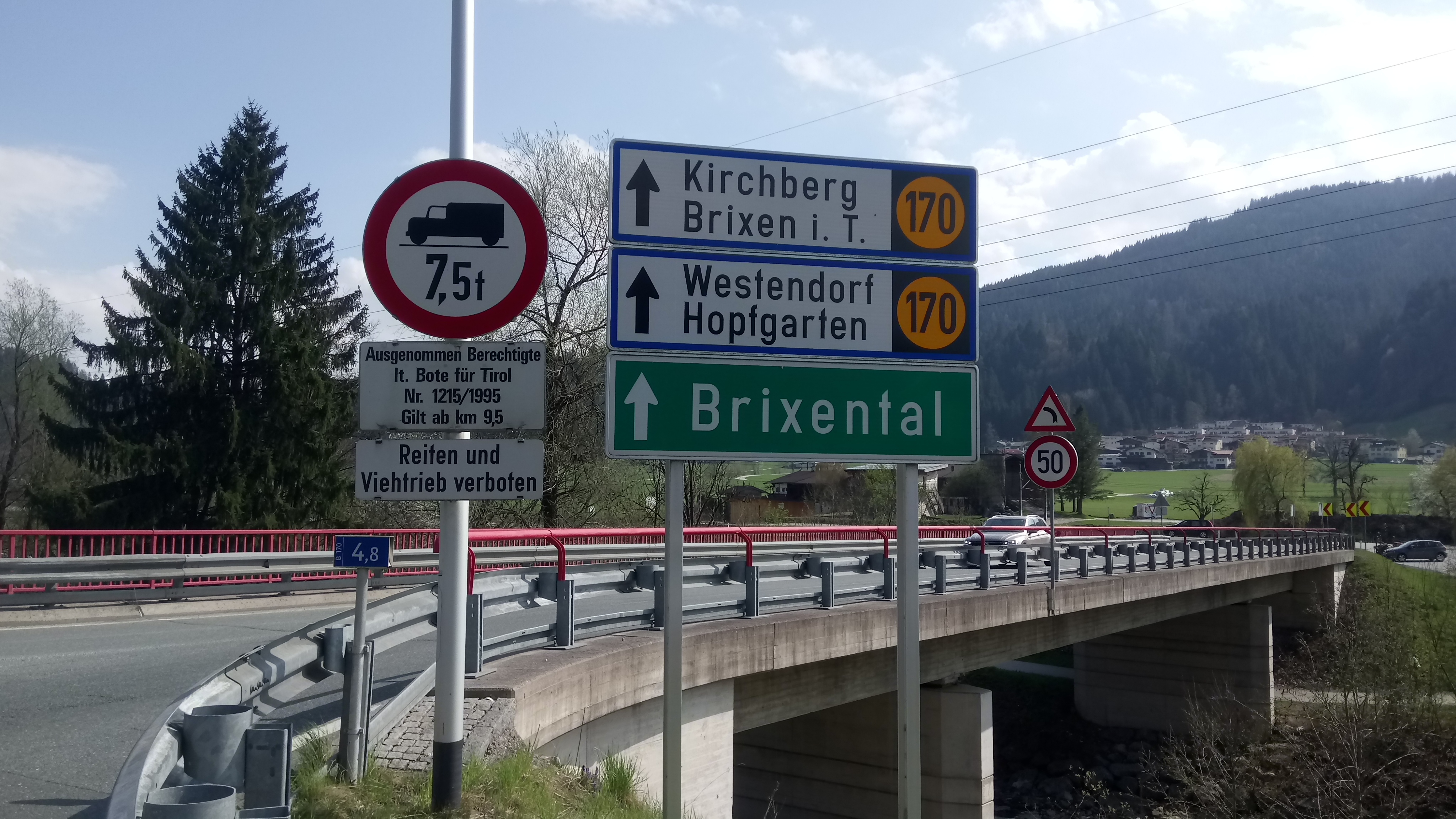
Beginn der B 170 beim Kreisverkehr Kirchbichl-Luech

Die Straße beginnt an der Abzweigung der Loferer Straße (B 178) am Kreisverkehr Luech in der Gemeinde Kirchbichl mit Kilometer 4,8 und verläuft durch das Brixental über Hopfgarten im Brixental, Westendorf, Brixen im Thale und Kirchberg in Tirol nach Kitzbühel, wo sie in die  Pass-Thurn-Straße (B 161) einmündet. Die Orte Brixen und Kirchberg werden dabei mit Unterflurtrassen umfahren. Die Gesamtlänge beträgt 25,22 km.
Bis November 2007 begann die B 170 in Wörgl (an der B 171), seit Fertigstellung der Umfahrung Bruckhäusl der B 178 ist der Teil bis Pinnersdorf Gemeindestraße der Stadt Wörgl, der Teil von Pinnersdorf bis zur damaligen Spange Luech abgebaut. Die B 170 beginnt jetzt beim Kreisverkehr Luech mit Kilometer 4,8 auf Kirchbichler Gemeindegebiet. Die Brücke über die Brixentaler Ache wurde im Zuge des Umbaues um etwa zwei Meter angehoben (früher: Spange Luech, siehe Foto).

## Geschichte
Die Brixener Straße gehört seit dem 1. April 1948 zum Netz der Bundesstraßen in Österreich. Durch Bundesgesetz vom 24. März 1958 wurde der Name dieser Straße in Brixental Straße abgeändert.
Am 15. Mai 2002 wurde der Name vom Tiroler Landtag in Brixentalstraße geändert.

## Verkehr
Im Jahr 2018 wurden im Schnitt in Windau 9892, in Gundhabing 13.422 Kraftfahrzeuge in 24 Stunden gezählt.